# Famille Taittinger
La famille Taittinger, olim Tettinger, est une famille française du monde des affaires et de la politique.
Elle est active dans le secteur du luxe, ayant donné son nom à une marque de champagne, Champagne Taittinger, détenue par la société du même nom qu'elle contrôle, et a été propriétaire de l'Hôtel de Crillon et de la Cristallerie de Baccarat, entre autres.
Certains de ses membres ont occupé des fonctions politiques depuis les premières décennies du XXe siècle et jusqu'au début du XXIe siècle.

## Origine

### Histoire
Ses lointaines origines se situent en Autriche, avant qu'elle ne s'installe en 1640 en Lorraine. On trouve des Taittinger en Autriche, à Vienne, appartenant à la petite noblesse d’épée, à l’époque où Charles Quint gouvernaient le Saint-Empire. A la suite de certains événements tragiques, la famille se dispersa en Europe et certains membres de la famille s’installèrent en Hongrie, dont l’un d’entre eux eut la tête coupée par des musulmans de Bosnie.
Un Taittinger se fixe au milieu du XVIIIe siècle à Momerstroff en Moselle, où ses descendants sont cultivateurs et tisserands.
C'est Nicolas Tettinger, né en 1722 à Narbéfontaine et marié à Joanette André, qui est l'ancêtre de la dynastie Taittinger. Cultivateur à Momerstroff, il y meurt le 15 mars 1809, laissant quatre fils : Mathias (né en 1749) qui suit, Nicolas (né en 1753), Jacques (né 1757) et Jean (né en 1763).
Mathias Tettinger, l’aîné (1749-1809), cultivateur à Momerstroff, épouse Françoise Gilles dont il a pour fils Michel Tettinger qui suit.
Michel Tettinger ou Taitinger (né en 1794), cultivateur et tisserand à Momerstroff, épouse en 1823 Barbe Schmitt, née Obervisse (1801-1854) dont il a quatre fils : Simon-Pierre (1824) qui suit, Pierre (1826), François (1829) et Jean (1831).
Simon-Pierre Taittinger (1824-1874), cultivateur, journalier et briquetier, épouse Élisabeth Haudot (1824-1902), journalière et concierge dont il a trois filles et un fils Pierre-Alexandre qui suit. Ce dernier opte officiellement pour la France, devant le maire d'Issy-les-Moulineaux, le 19 septembre 1872.
Pierre-Alexandre Taittinger, né en 1852 à Silly-sur-Nied en Moselle et ingénieur de formation, refuse de devenir allemand et quitte la Lorraine en 1872 pour s'installer à Paris, où il devient professeur. Il quitte l’enseignement et devient administrateur des forges et ateliers de Saint-Denis, puis est élu adjoint au maire de Saint-Denis, sous l'étiquette des républicains de gauche, à la fin du XIXe siècle. Par son mariage en 1878 avec Caroline Testut (1855-1953), la riche héritière des machines à peser du même nom, il fait entrer la famille Taittinger dans l'histoire de la grande industrie française,.

### Étymologie  du nom
Il s'agit d'un nom germanique désignant une origine géographique. Soit pour ce cas-ci, une localité ayant un nom avec terminaison -ing ou -ingen. Le -er final du patronyme signifie originaire de / habitant de,. Taittinger peut désigner celui qui habite ou provient de Teting (Tetingeois en français), sachant que le nom de la commune de Teting a évolué de Tatingen à Tettingen en passant par Taitange,. Par ailleurs, les villages de Momerstroff et de Narbéfontaine, dans lesquels ont habité des Taittinger au XVIIIe siècle, sont relativement proches de Teting, fait qui rend cette hypothèse probable. D’autant plus que le nom Tettinger est une variante de Taittinger.

## Le groupe Taittinger
La Maison Taittinger est fondée en 1932 à Reims par Pierre Taittinger, fils de Pierre-Alexandre Taittinger et de Caroline Testut.
Au début du siècle suivant, le groupe Taittinger comprend de nombreux biens dont le champagne Taittinger, une marque de parfum, de nombreux hôtels réunis au sein du Groupe du Louvre acquis dans les années 1950 et contrôlant des hôtels de luxe (Crillon, Lutetia et l'Hôtel du Louvre, Concorde à Paris, le Martinez à Cannes, le Palais de la Méditerranée à Nice, La Mamounia au Maroc) et trois chaines d'hôtels (Kyriad, Première Classe, Campanile), la cristallerie Baccarat, etc.
En juillet 2005, la majorité des membres de la famille, soit 45 actionnaires, s'accorde pour vendre le groupe Taittinger à un fonds américain pour 2,4 milliards d'euros. Mais celui-ci ne souhaite pas conserver les champagnes.
Une cinquantaine d'acquéreurs, dont les grands groupes du luxe ou de la finance comme Rothschild, JP Morgan, Albert Frère, LVMH, sont intéressés,. Pierre-Emmanuel Taittinger, fils de Jean, convoite lui aussi la branche familiale historique. Il se fait financer par le Crédit agricole pour plusieurs centaines de millions d'euros, soutenu par la puissante CGT locale, et monte son plan d'affaires discrètement.
Plusieurs mois après la cession au fonds Starwood, Pierre-Emmanuel Taittinger rachète l'activité champagne,,. Quelques années plus tard, ses enfants Clovis et Vitalie gèrent avec lui l'entreprise.
Le 2 janvier 2020, Vitalie Taittinger devient présidente de la maison de champagne familiale.

## Généalogie
- Pierre Taittinger (1887-1965), industriel, député de Charente-Inférieure (1919-24)[18], puis député de la Seine (1924-42)[18], président du conseil municipal de Paris (1943-44)[19], commandeur de la Légion d'honneur, épouse 1° en 1917 Gabrielle Guillet (1893-1924, fille du propriétaire de la maison de cognacs Rouyer-Guillet[20],[21]), dont postérité ; épouse 2° en 1925 Anne Marie Mailly (1887-1986, veuve en 1914 du baron Robert-François Dupérier, sous-lieutenant mort au combat), dont postérité :
  - Guy Taittinger (1918-1978), président de la banque Worms, officier de la Légion d'honneur, épouse en 1943 Monique Gaston-Breton (1921-2012) 
    - Michel Taittinger (1944-2024), producteur délégué, journaliste de salut les copains, épouse en 1976 1° Sophie Quoirez (1957), fille de Jacques Quoirez (frère de Françoise Sagan[22]), dont postérité ; épouse 2° Cécile Lebailly (1957-1990), dont postérité ; épouse 3° Claudia Montero Purviance, dont postérité :
      - Jules-Marie Taittinger (1976), broker chez BGC Partners, épouse en 1998 Aude de Cassan-Floyrac (1977), arrière-petite-fille du député Charles Péronnet, arrière-arrière-petite-fille du député Gaston Bozérian et descendante du député Joseph Mengin[23]
        - Olympia Taittinger (2001)
        - Merlin-César Taittinger (2011)

      - Pierre Taittinger (1979), épouse Julie Noël-Bouton
        - Oscar Taittinger (2010)
        - Leon Taittinger (2013)

      - Mathilde Taittinger (1987-1988)
      - Victoria Taittinger (1995), assistante parlementaire au Conseil législatif de Hong Kong
      - Horatia Taittinger (2005)

    - Marie-Caroline Taittinger (1946), épouse Éric Frerejean (1943), fils d'Humbert Frerejean, patron de presse et créateur du magazine Connaissance des arts et de la revue Réalités[24], chevalier de la Légion d'honneur[24], dont postérité :
      - Guillaume Frerejean Taittinger[25] (1978), dirigeant de sociétés, conseiller municipal du 16e arrondissement de Paris (2014-20), épouse Charlotte Lamoral (1976), dont postérité
      - Richard Frerejean Taittinger[25] (1980), épouse Elodie de Montesquiou-Fezensac (1981), dont postérité
      - Rodolphe Frerejean Taittinger[25] (1986), épouse Margaret Sands (1985), dont postérité

    - Thierry Taittinger (1953), journaliste et éditeur, épouse en 1977 1° Patricia Quoirez (1950), fille de Jacques Quoirez (frère de Françoise Sagan[26],[22]), sans postérité ; épouse 2° Stéphanie d’Orglandes (1976), dont postérité :
      - Théo Taittinger (2011)

  - Michel Taittinger (1920-1940), ingénieur diplômé de l'École polytechnique, sous-lieutenant d'artillerie mort au combat, chevalier de la Légion d'honneur à titre posthume
  - François Taittinger (1921-1960), président du Champagne Taittinger de 1945 à 1960, épouse en 1949 Béatrice Sellier (1930-2001), marraine du peintre Foujita[27],[28], nièce de Jean Deville et cousine germaine de Corinne Deville (1930-2021), l'épouse de Jean Taittinger (1923-2012)
    - Amaury Taittinger (1950), marchand de tableaux, épouse Véronique Stiefel (1957)
      - Marion Taittinger (1981), épouse Adrien Meyer (1977), conseiller municipal de Courances, fils de Jean-Claude Meyer (1945, épouse en 2001 Anne-Claire Taittinger) et d'Anne-Marie de Ganay et arrière-petit-fils du 7e duc de Mouchy, dont postérité
      - Thibaut Taittinger (1983)
      - Hugo Taittinger (1995)

    - Patricia Taittinger (1951), épouse Arnaud-Centule de Galard de Brassac de Béarn (1949), dont postérité
    - Hugues Taittinger (1954), épouse Élisabeth Tordjman (1957), journaliste et ancienne speakerine[29]
      - Inès Taittinger (1990), pilote automobile[29]
      - Grace Taittinger (1992)

  - Jean Taittinger (1923-2012), ministre d'État et garde des Sceaux (1973-74), député et maire de Reims (1959-77), président de la Société du Louvre, president du conseil de surveillance d'Euro Disney SCA, épouse en 1948 Corinne Deville (1930-2021), fille de l'industriel et peintre Jean Deville (1901-1972) et de l'artiste Elisabeth Labbé de la Mauvinière (1903-2006) 
    - Anne-Claire Taittinger (1949), diplômée de l’Institut d’études politiques de Paris, administratrice de sociétés et présidente du Groupe Taittinger-Louvre et des cristalleries de Baccarat, épouse 1° en 1978 Joachim Bonnemaison (1943), ingénieur et photographe, dont postérité ; épouse 2° en 2001 (div. 2014) Jean-Claude Meyer (1945), banquier d'affaires, commandeur de la Légion d'honneur, fils du professeur André Meyer, membre de l’Académie de médecine, sans postérité
    - Jean-Frantz Taittinger (1951), président du groupe Envergure, député et maire d'Asnières-sur-Seine, épouse en 1990 Djamila Hachemi (1950)  
      - Alexandre Taittinger (1977), épouse en 2017 Ewa Agnieszka Janik
      - Tessa Taittinger (1980), épouse en 2019 Thomas Fournier-d'Hennezel
      - Tarik Taittinger (1981), épouse en 2013 Janina Snell 
        - Liv Taittinger (2014)[30]
        - Finn Taittinger (2016)[30]

      - Franz Taittinger (1991)

    - Pierre-Emmanuel Taittinger (1953), président d'honneur du Champagne Taittinger, président de l'Atelier Simon-Marq[31],[32], épouse en 1977 Claire Flotard (1947), fille de Jacques Flotard, général de brigade 
      - Clovis Taittinger (1978), épouse en 2005 Marie-Corentyne de Poulpiquet du Halgouët (1976)
        - Alice Taittinger (2006)
        - Eugénie Taittinger (2008)
        - Alexis Taittinger (2010)

      - Vitalie Taittinger (1979), présidente du Champagne Taittinger[17], épouse 1° Simon Andriveau, dont postérité ; épouse 2° Yan Champion
      - Clémence Taittinger (1981)

    - Victoire Taittinger (1959), illustratrice diplômée de la School of Visual Arts de New York[33], épouse en 1984 Peter Jaglom Gardner (1958)[34],[33], dont postérité
    - Wladimir Taittinger (1960), épouse en 1989 Lillebi Habans (1967)
      - Arvid Taittinger (1991)
      - Olaf Taittinger (1995)

  - Marie-Clotilde Taittinger (1924), épouse Jean-Fabius Henrion (1922-2008), industriel, dont postérité
  - Pierre-Christian Taittinger (1926-2009)[6], maire du 16e arrondissement de Paris, président du conseil municipal de Paris, sénateur de Paris et secrétaire d'État aux Affaires étrangères[35], épouse en 1966 Marie-Louise Roux (1935-2010), médecin[36]
    - Valérie Taittinger (1972), épouse en 2003 Nikodemus Colloredo-Mannsfeld (1969), descendant de Marie-Louise d'Autriche et d'Adam Albert de Neipperg, dont postérité

  - Claude Taittinger (1927-2022), président du Champagne Taittinger et de la Société du Louvre, épouse en 1958 Catherine de Suarez d’Aulan (1935), fille de Jean de Suarez d'Aulan (1900-1944) et de Yolande Kunkelmann (1904-1989, petite-fille du fondateur des champagnes Piper-Heidsieck) 
    - Brigitte Taittinger (1959), PDG des parfums Annick Goutal[37], épouse 1° en 1982 Nicolas de Warren (1957), dont postérité ; épouse 2° en 2006 Jean-Pierre Jouyet (1954), haut fonctionnaire et homme politique, membre du Siècle, dont postérité
    - Virginie Taittinger (1961), épouse 1° Guillaume Dard (1958), financier ; épouse 2° Jean-Alexis Pougatch, PDG du voyagiste Forum Voyages[38], dont postérité ; épouse 3° Marc Naett, médecin
    - Christine Taittinger (1965), épouse en 1988 Audoin de Gouvion Saint-Cyr (1962), dont postérité

  - Colette Taittinger (1928), épouse 1° en 1948 Pierre Rodocanachi (1921-2010), dont postérité ; épouse 2° en 1962 Pierre-Alain Jacquin de Margerie (1920-2006), administrateur de sociétés et vice-président d’Axa[39], officier de la Légion d'honneur, dont postérité :
    - Patrice Rodocanachi-Jacquin de Margerie (1949), président-directeur-général de Generali[40], épouse 1° Laurence Moullé-Berteaux (1935-1992), dont postérité[40] ; épouse 2° en 1993 Anne Lefèvre d’Ormesson (1942), fille d'Olivier d’Ormesson et ex-épouse de Gabriel Armand, 4e comte Armand, avocat au barreau de Paris, associé du cabinet Goldsmith, Delvolvé & Associés
    - Christophe Rodocanachi-Jacquin de Margerie (1951-2014, dit Christophe de Margerie)[41], président-directeur général de Total, épouse en 1976 Bernadette Prudhomme, dont postérité
    - Jean-Marc Rodocanachi-Jacquin de Margerie (1955), épouse Eugénie Chamayou, dont postérité
    - Victoire Jacquin de Margerie (1963), diplômée de HEC Paris et de l’Institut d'études politiques de Paris, présidente de la PME de micromécanique pharmaceutique Rondol Industrie[42], présidente du conseil d'administration de Soitec
    - Sybille Jacquin de Margerie (1965), architecte d'intérieur, épouse 1° en 1992 Didier Papeloux (1949), dont postérité ; épouse 2° Gilles Riahi (1963).

## Les caves Taittinger

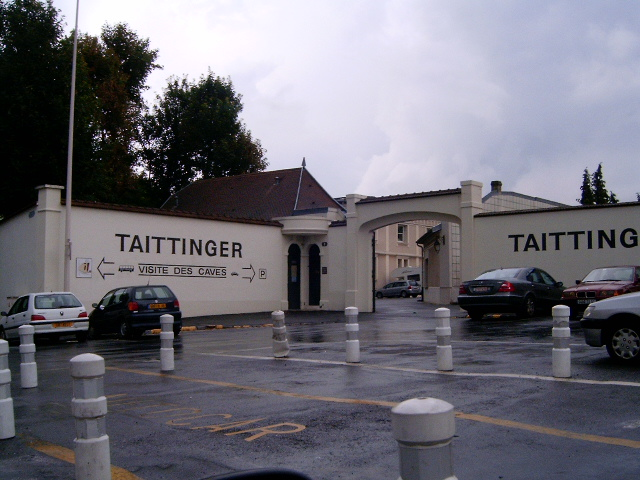
Les caves Taittinger.